# Alex Etel
Alex Etel (ur. 19 września 1994 w Manchesterze) – brytyjski aktor dziecięcy.

## Filmografia
- 2004: Milionerzy (Millions) jako Damian
- 2007: Koń wodny: Legenda głębin jako Angus MacMorrow
- 2007: Cranford jako Młody Harry Gregson